# Zhaodong (meteoryt)
Zhaodong – meteoryt kamienny należący do chondrytów oliwinowo-hiperstenowych L4, spadły 25 października 1984 roku w prowincji Heilongjiang w Chinach o godzinie 15.05. Meteoryt Zhaodong jest pierwszym meteorytem znalezionym w tej prowincji. Upadek meteorytu widziany był w postaci kuli ognia. Na miejscu spadku pozyskano cztery fragmenty meteorytu o łącznej masie 42 kg. Znalezione kawałki miały masę: 25 kg, 14,5 kg, 1,6 kg, 0,8 kg.